# Pyrocyon
Pyrocyon dioctetus, Pyrocyon strenuus
Genre
Espèce
Espèces de rang inférieur
- †Pyrocyon dioctetus Gingerich & Deutsch, 1989, espèce type
- †Pyrocyon strenuus Gingerich & Deutsch, 1989

Pyrocyon est un genre fossile de la famille des Hyaenodontidae, des mammifères placentaires carnivores, qui a vécu lors de l'Éocène. Ses restes fossiles ont été mis au jour au Wyoming. 
Selon Paleobiology Database en 2023 l'espèce type est Pyrocyon dioctetus. Une seconde espèce fossile est décrite simultanément Pyrocyon strenuus en 1989.

## Classification
Le genre Pyrocyon, l'espèce-type Pyrocyon dioctetus et l'espèce Pyrocyon strenuus sont décrits en 1989 par Gingerich & Deutsch,.

### Fossiles
Selon Paleobiology Database en 2023 deux collections de fossiles sont référencées, de l'Éocène inférieur ou Yprésien, aux États-Unis, dans le Wyoming, soit une présence attestée 55,8 à 50,3 Ma avant notre ère.

### Étymologie
Le genre Pyrocyon, de pyro dérivé du grec ancien πῦρ, pûr, « feu », et cyon du grec ancien κύων, kuon, « chien », a été choisi en mémoire des incendies de 1988 dans le parc national de Yellowstone, période durant laquelle l'espèce type a été découverte dans le nord du bassin de la Bighorn.
Le nom spécifique, dioctetus, du grec ancien δι-, di, « deux », ὀκτώ, okto, « huit » et ἔνος, enos, etos, « année » lui a été donné en référence à la date de la découverte, « 88 ».

### Sous-famille Sinopaninae en 2014
En 2014 F. Solé et al. reclasse ce genre dans la sous-famille des Sinopaninae,.

### Publication originale
- [1989] (en) Philip D. Gingerich et Harvey A. Deutsch, « Systematics and Evolution of Early Eocene Hyaenodontidae (Mammalia, Creodonta) in the Clarks Fork Basin, Wyoming », Contributions from the Museum of Paleontology, Ann Arbor, vol. 27, no 13,‎ 30 novembre 1989, p. 327-391 (ISSN 0097-3556 et 2771-2192, lire en ligne). .